# 第百一号敷設特務艇
| 整備中の第百一号敷設艇 （1942年5月 - 6月、第二海軍工作部） |                                           |
| 艦歴                                                       |                                           |
| 計画                                                       |                                           |
| 起工                                                       |                                           |
| 進水                                                       |                                           |
| 竣工                                                       | 1938年12月12日                            |
| 就役                                                       | 1942年9月20日整備完了                     |
| その後                                                     | 1944年6月5日戦没                          |
| 除籍                                                       | 1947年5月3日                              |
| 性能諸元                                                   |                                           |
| 排水量                                                     | 基準：730t                                |
| 全長                                                       | 52.96m                                    |
| 全幅                                                       | 9.82m                                     |
| 吃水                                                       | 2.89m                                     |
| 主缶                                                       | 2基                                       |
| 主機                                                       | 直立三段膨張レシプロ蒸気機械1基 1軸 850hp |
| 速力                                                       | 10.0kt                                    |
| 乗員                                                       | 定員70名（1942年10月20日）                |
| 兵装                                                       | 8cm高角砲 単装1基                         |

第百一号敷設特務艇（だいひゃくいちごうふせつとくむてい）は、日本海軍の特務艇（敷設艇/敷設特務艇）。元イギリスBar級防潜網敷設艇バーライト HMS Barlight (Z57)。太平洋戦争の開戦後香港で沈没したものを浮揚整備し1942年（昭和17年）に編入した。1944年（昭和19年）戦没。

## 艦歴
- 1938年12月12日 - ロブニッツ造船所で竣工。
- 1941年12月19日 - 香港で沈没、のち日本軍が引き上げ[1]。
- 1942年9月20日 - 第二海軍工作部で整備完了[1]。
  - 10月20日 - 第百一号敷設艇と命名[3]。特務艇中の敷設艇に類別、艇型名なし[4]。本籍を横須賀鎮守府に定められ、横須賀防備隊に編入[5]。以後、第五特別根拠地隊に編入されるまで横須賀防備隊所管区域での訓練、哨戒、護衛、掃蕩に従事。
  - 12月31日現在 - 軍隊区分東京湾部隊[6]。
- 1943年2月1日現在 - 軍隊区分海面防備部隊東京湾部隊[7]。
- 1944年2月1日 - 特務艇類別等級の改正により敷設特務艇に類別、艇型名なし、艇名を第百一号敷設特務艇に改称[8]。本籍を横須賀鎮守府に定められる[9]。所属部隊の変更なし[10]。
  - 2月15日 - 第四艦隊第五特別根拠地隊に編入[11]。
  - 3月1日 - 第五根拠地隊に編入[12]。
  - 6月5日 - サイパン島北西でアメリカ水上部隊の砲撃を受け沈没[1]。
  - 12月1日 - 第四艦隊に編入[13]。
- 1947年5月3日 - 海軍編制の廃止に伴い除籍[14]。